# Vigneulles-lès-Hattonchâtel
Vigneulles-lès-Hattonchâtel è un comune francese di 1 652 abitanti situato nel dipartimento della Mosa nella regione del Grande Est.

## Società

### Evoluzione demografica
Abitanti censiti